# Іоанно-Предтеченська церква (Кам'янець-Подільський)
Іоанно-Предтеченська церква — втрачена сакральна споруда в м. Кам'янець-Подільський (нині Хмельницька область, Україна). З 1752 до 1878 року — соборна. Зруйнована більшовиками в 1930-х роках.

## Відомості
Поземний план давньої будівлі був триконховий. Західна частина була квадратною, всередині вона відділена від центральної аркою, та мала зверху дзвіницю. Довжина церкви без притвору становила 21, 8 м і ширина без бічних конх 7 м. Склепіння над західною частиною було хрестовим з пругами, а в середній частині півциліндрове, помережене пругами. Навпроти арки, що розділяла західну частину (бабинець) та центральну церкву з півдня та півночі були два контрфорси. В південному контрфорсі були сходи на дзвіницю. У 18 ст. над центральною частиною не було бані, а був високий двосхилий дах і на західній стороні — вежа-дзвіниця.
В 18 ст. церква мала двосхилий дах і вежу з заходу. В 1826 р. вежа була надбудована на 7 аршинів (5 м), на ній зроблена 8-гранна баня, до вівтаря прибудовано з півдня ризницю, з півночі — паламарню, з виходом на цвинтар. В 1846—1848 роках дах на церкві було понижено, замість ґонтового зроблено з бляхи; над вівтарем побудовано невелику дерев'яну баню (главку). В 1890—1895 рр. розтесано вікна у конхах.
Вхід до церкви був з півночі в бабинці, пізніше ці двері були замуровані.
З 1699 р по 1795 церква була унійною. Будівля була без бані, але з вежею. На вежі-дзвіниці знаходилися чотири дзвони. На подвір'ї церкви був кам'яний будинок, який належав до церкви. За описом 1758 року входи в церкву були з північної і з західної сторони. В 19 ст. всід з півночі був закладений. В 1758 церкву з двох сторін оточував кам'яний мур. З північної сторони знаходилася школа і кам'яний будинок (можливо це був Руський магістрат). Приблизно в 1781 р. Іванівська церква стала соборною, до цього часу нею була Троїцька церква, яка в 1722 була віддана василіянам. В 1789 року єпископ Петро (Білянський) наказав приєднати до Іваннівської - Миколаївську церкву з приходом для збільшення доходу.
Після оголошення 27 березня 1793 р. Кречетніковим маніфесту про приєднання Поділля до Російської імперії церква ще два роки залишалась уніацькою і пізніше, як і інші подільські церкви стала православною. В 1799 р. церква була замінена в православний кафедральний собор. В 1790 р. з заходу був побудований двохповерховий будинок для єпископської капітули, який закривав вигляд з церкви на площу. В 1795 р. Миколаївська церква припинила своє існування, так як стара дерев'яна церква була розібрана і на її місці планувалося збудувати нову кам'яну, яка не була збудована, а на її місці збудовано Миколаївську батарею.

## Літопис

Церква Св. Іоанна Предтечі — споруда 15—16 ст. Згадана 1593 р. Будівничі її ймовірно подільсько-руські шляхтичі — Ластовецькі, ймовірно, ротмістр Василь Ластовецький.
В 1672 р. в церкві турками влаштовано мечеть великого візира.
В 18 ст. при ній було три братства.
До 1878 р. була соборною, далі соборною церквою став Казанський собор.
В церкві були старі ікони Іоанна Предтечі та Св. Миколи. Всередині були надгробні плити з датами 1609, 1612, 1761, 1765, 1794 рр. та з надписами старими руськими літерами.
В 17 ст. біля церкви була Руська ратуша.